# Victor Hedman
Pour les articles homonymes, voir Hedman.
Victor Hedman  (né le 18 décembre 1990 à Örnsköldsvik, en Suède) est un joueur professionnel suédois de hockey sur glace. Il joue au poste de défenseur.

## Biographie

### Carrière en club

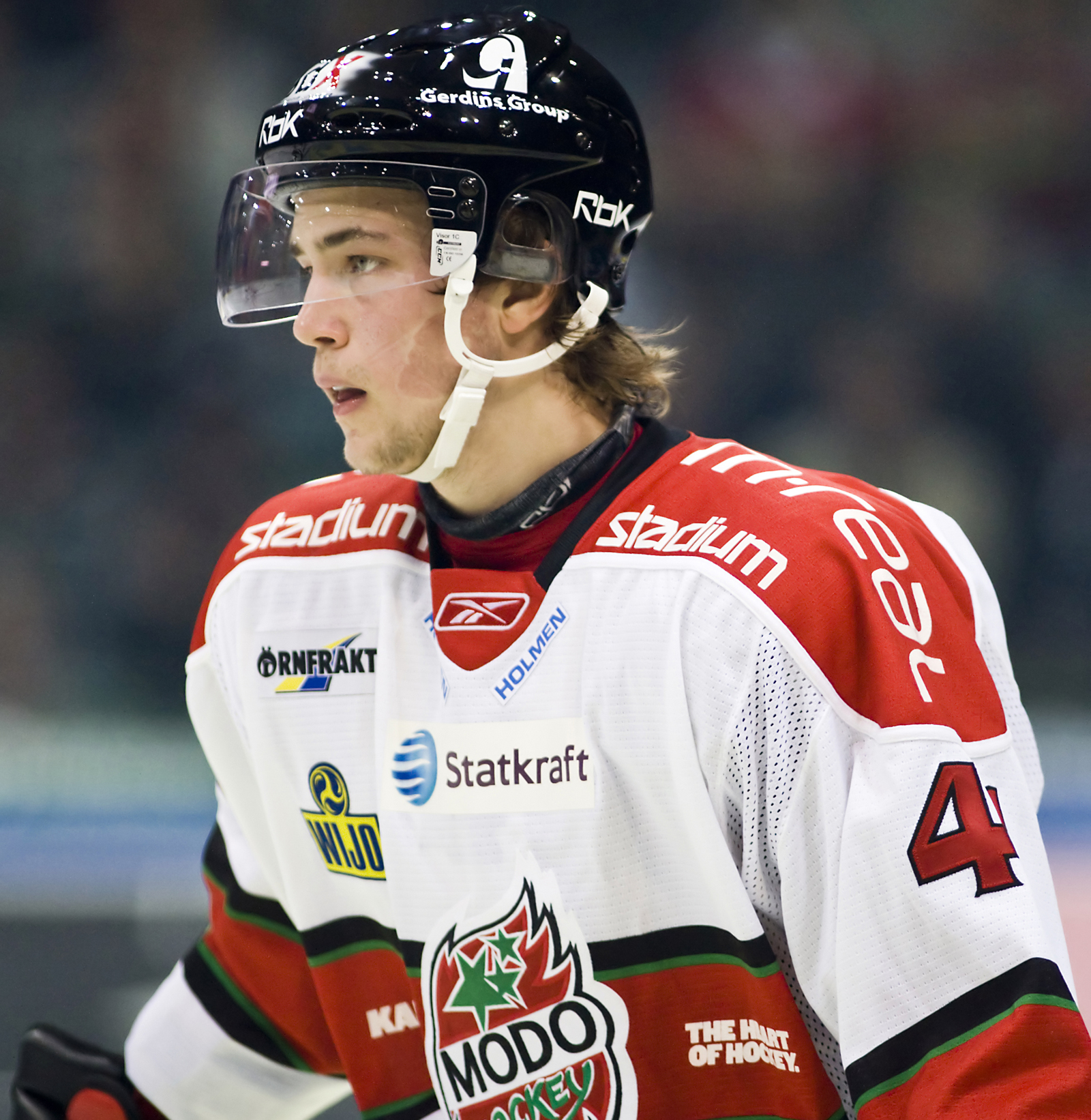
Victor Hedman en 2008

Formé au MODO hockey, il passe professionnel en Elitserien en 2007.
Au cours du repêchage d'entrée dans la KHL 2009, il est sélectionné au quatrième tour, en 83e position par le HK Spartak Moscou. Cette même année, il est choisi au deuxième rang par le Lightning de Tampa Bay lors du repêchage d'entrée dans la LNH. Il part en Amérique du Nord en 2009. Il joue son premier match dans la Ligue nationale de hockey le 3 octobre 2009 chez les Thrashers d'Atlanta comptant sa première aide. Il marque son premier but face aux Islanders de New York le 5 décembre 2009. Durant le lock out de la LNH 2012-2013, il porte les couleurs du Barys Astana dans la KHL.
Il remporte la Coupe Stanley en 2020 et en 2021 avec le Lightning de Tampa Bay.
Le 04 décembre 2023, il célèbre son 1000 ème match avec les Tampa Bay, qui l'emporte 4 - 0 face aux Stars.

### Carrière internationale
Il représente la Suède au niveau international. Il a participé aux sélections jeunes.

## Statistiques

### En club
| Saison     | Équipe                 | Ligue      |       | Saison régulière | Saison régulière | Saison régulière | Saison régulière | Saison régulière |    | Séries éliminatoires | Séries éliminatoires | Séries éliminatoires | Séries éliminatoires | Séries éliminatoires |
| Saison     | Équipe                 | Ligue      | PJ    | B                | A                | Pts              | Pun              | PJ               | B  | A                    | Pts                  | Pun                  |                      |                      |
| 2007-2008  | MODO hockey            | Elitserien | 39    | 2                | 2                | 4                | 44               | 5                | 1  | 0                    | 1                    | 4                    |                      |                      |
| 2008-2009  | MODO hockey            | Elitserien | 43    | 7                | 14               | 21               | 52               | -                | -  | -                    | -                    | -                    |                      |                      |
| 2009-2010  | Lightning de Tampa Bay | LNH        | 74    | 4                | 16               | 20               | 79               | -                | -  | -                    | -                    | -                    |                      |                      |
| 2010-2011  | Lightning de Tampa Bay | LNH        | 79    | 3                | 23               | 26               | 70               | 18               | 0  | 6                    | 6                    | 8                    |                      |                      |
| 2011-2012  | Lightning de Tampa Bay | LNH        | 61    | 5                | 18               | 23               | 65               | -                | -  | -                    | -                    | -                    |                      |                      |
| 2012-2013  | Barys Astana           | KHL        | 26    | 1                | 20               | 21               | 70               | -                | -  | -                    | -                    | -                    |                      |                      |
| 2012-2013  | Lightning de Tampa Bay | LNH        | 44    | 4                | 16               | 20               | 31               | -                | -  | -                    | -                    | -                    |                      |                      |
| 2013-2014  | Lightning de Tampa Bay | LNH        | 75    | 13               | 42               | 55               | 53               | 4                | 1  | 2                    | 3                    | 2                    |                      |                      |
| 2014-2015  | Lightning de Tampa Bay | LNH        | 59    | 10               | 28               | 38               | 40               | 26               | 1  | 13                   | 14                   | 6                    |                      |                      |
| 2015-2016  | Lightning de Tampa Bay | LNH        | 78    | 10               | 37               | 47               | 46               | 17               | 4  | 10                   | 14                   | 14                   |                      |                      |
| 2016-2017  | Lightning de Tampa Bay | LNH        | 79    | 16               | 56               | 72               | 47               | -                | -  | -                    | -                    | -                    |                      |                      |
| 2017-2018  | Lightning de Tampa Bay | LNH        | 77    | 17               | 46               | 63               | 54               | 17               | 1  | 10                   | 11                   | 10                   |                      |                      |
| 2018-2019  | Lightning de Tampa Bay | LNH        | 70    | 12               | 42               | 54               | 44               | 2                | 0  | 0                    | 0                    | 10                   |                      |                      |
| 2019-2020  | Lightning de Tampa Bay | LNH        | 66    | 11               | 44               | 55               | 31               | 25               | 10 | 12                   | 22                   | 24                   |                      |                      |
| 2020-2021  | Lightning de Tampa Bay | LNH        | 54    | 9                | 36               | 45               | 28               | 23               | 2  | 16                   | 18                   | 8                    |                      |                      |
| 2021-2022  | Lightning de Tampa Bay | LNH        | 82    | 20               | 65               | 85               | 36               | 23               | 3  | 16                   | 19                   | 10                   |                      |                      |
| 2022-2023  | Lightning de Tampa Bay | LNH        | 76    | 9                | 40               | 49               | 42               | 5                | 0  | 3                    | 3                    | 2                    |                      |                      |
| 2023-2024  | Lightning de Tampa Bay | LNH        | 78    | 13               | 63               | 76               | 76               | 5                | 1  | 6                    | 7                    | 0                    |                      |                      |
| Totaux LNH | Totaux LNH             | Totaux LNH | 1 052 | 156              | 572              | 728              | 742              | 165              | 23 | 94                   | 117                  | 94                   |                      |                      |

### En équipe nationale
| Année | Équipe        | Compétition                  |    | PJ | B | A | Pts | Pun | +/-                    |  | Résultat |
| 2007  | Suède -18 ans | Championnat du monde -18 ans | 6  | 1  | 2 | 3 | 10  | +1  | Médaille de bronze     |  |          |
| 2008  | Suède -18 ans | Championnat du monde -18 ans | 4  | 1  | 3 | 4 | 10  | -2  | 4e de l'élite          |  |          |
| 2008  | Suède junior  | Championnat du monde junior  | 6  | 0  | 1 | 1 | 4   | +5  | Médaille d'argent      |  |          |
| 2009  | Suède junior  | Championnat du monde junior  | 6  | 0  | 2 | 2 | 6   | +4  | Médaille d'argent      |  |          |
| 2010  | Suède         | Championnat du monde         | 9  | 1  | 1 | 2 | 6   | +5  | Médaille de bronze     |  |          |
| 2012  | Suède         | Championnat du monde         | 8  | 0  | 1 | 1 | 14  | -1  | 6e place               |  |          |
| 2016  | Suède         | Coupe du monde               | 4  | 1  | 0 | 1 | 0   | -1  | Défaite en demi-finale |  |          |
| 2017  | Suède         | Championnat du monde         | 10 | 2  | 2 | 4 | 6   | +8  | Médaille d'or          |  |          |
| 2024  | Suède         | Championnat du monde         | 10 | 1  | 6 | 7 | 2   | +6  | Médaille de bronze     |  |          |
| 2025  | Suède         | Confrontation des 4 nations  | 3  | 0  | 1 | 1 | 2   | +3  | 3e place               |  |          |

## Trophées et honneurs personnels

### Ligue nationale de hockey
- 2016-2017 : 
  - sélectionné dans la deuxième équipe d'étoiles[7] (1)
  - participe au 62e Match des étoiles de la LNH[8] (1)
- 2017-2018 : 
  - invité au 63e Match des étoiles de la LNH mais n'y participe pas en raison d'une blessure (2)
  - remporte le trophée James-Norris
  - sélectionné dans la première équipe d'étoiles
- 2018-2019 : nommé dans la seconde équipe d'étoiles (2)
- 2019-2020 : 
  - vainqueur de la coupe Stanley avec le Lightning de Tampa Bay (1)
  - nommé dans la seconde équipe d'étoiles (3)
  - remporte le trophée Conn-Smythe
  - participe au 65e Match des étoiles de la LNH (3)
- 2020-2021 : 
  - vainqueur de la coupe Stanley (2)
  - nommé dans la seconde équipe d'étoiles (4)
- 2021-2022 : participe au 66e Match des étoiles de la LNH (4)